# Tory Lane
Tory Lane (sinh ngày 30 tháng 9 năm 1982) là tên sân khấu của người mẫu khỏa thân, vũ nữ thoát y vũ, nữ diễn viên đóng phim khiêu dâm Mĩ. Cô sinh ra tại Fort Lauderdale, Florida. Cô bắt đầu học múa ba lê lúc lên 6 tuổi. Sau khi học xong trung học, cô học cao đẳng cộng đồng Broward và tốt nghiệp cử nhân cao đẳng kinh doanh.